# Edifício Bretagne
O Edifício Bretagne é uma construção localizada em Higienópolis, em São Paulo, e que tem como vizinhos o Colégio Sion e o Colégio Rio Branco, inúmeros prédios residenciais e o Shopping Pátio Higienópolis. O Bretagne é um marco arquitetônico da cidade de São Paulo por sua planta em L, por seu estilo único que mistura diversas formas e cores e por ter sido um dos primeiros prédios residenciais da cidade com áreas comuns de lazer aos moradores como piscina, playground, salão de festas, restaurante, piano-bar e jardim na cobertura.
O edifício foi projetado pelo polêmico arquiteto João Artacho Jurado e foi inaugurado em 1958. Assim como outras construções deste mesmo profissional, Bretagne recebeu inúmeras críticas de famosos arquitetos da época de sua construção, que diziam que sua arquitetura e sua decoração eram de gosto duvidoso, também há críticas que afirmam que mistura elementos.
Jurado justificava a implantação de tantas áreas comuns no mesmo edifício dizendo que esta era uma forma de trazer mais conforto a seus moradores e de atrair um público que estava acostumado a morar em casarões e que ainda não havia sido seduzido pela ideia de morar em prédios residenciais. Além disso, o arquiteto projetou o estacionamento do edifício com 150 vagas extras para que seus moradores pudessem aluga-las e assim custear os gastos do condomínio.
O Edifício Bretagne possuiu grande prestígio por sua beleza e localização, tendo até mesmo fila de interessados em adquirir um apartamento de sua torre. Como símbolo de seu sucesso, Bretagne foi considerado pela revista inglesa Wallpaper, um dos melhores edifícios para viver no mundo. Em 1995, o edifício foi tombado pela CONPRESP, como Patrimônio Histórico da Cidade de São Paulo.

## História
A construção do Edifício Bretagne se deu em uma época em que Higienópolis passava por uma verticalização e se consolidava como um bairro residencial. São Paulo era tomada pela arquitetura moderna e o bairro se caracterizou por edifícios com estas características, como o Edifício Prudência, projetado por Rino Levi.

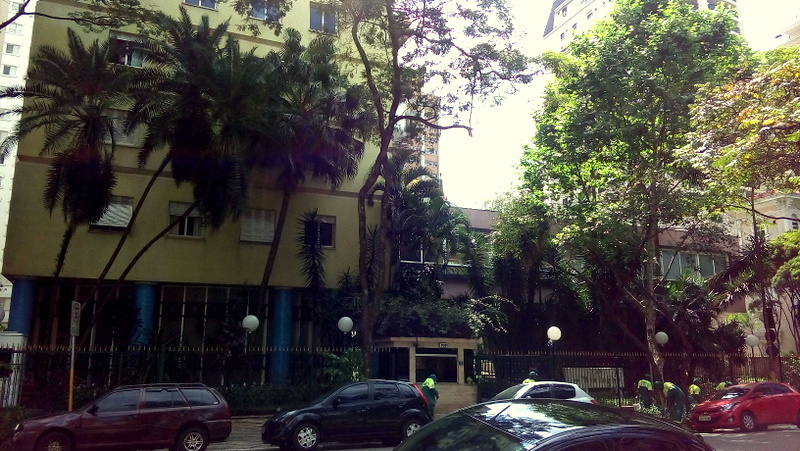
Fachada do Edifício Bretagne

Além de ser por si só atrativo, graças a sua planta diferenciada, suas cores, formas e estilo que retomava o glamor hollywoodiano,o Bretagne contou com a força de Artacho Jurado no marketing de seu lançamento. Com propagandas que mais pareciam convites a uma exposição de arte, o edifício foi um sucesso de vendas e teve todos os seus apartamentos comprados em 24 horas. Tanto que, a publicação que convidava o público para a inauguração do prédio em 9 de novembro de 1958, no Jornal O Estado de S. Paulo, dizia “Não temos, no Bretagne, unidades para serem vendidas. Desejamos sua visita pela satisfação única de podermos mostrá-lo. E V.S. Sentirá alegria no só prazer de vê- lo".

### A construtora
A construtora responsável pelo Edifício Bretagne foi a Monções Construtora e Imobiliária S.A. Criada por João Artacho Jurado em 1946, ela surge se aproveitando do boom imobiliário que acontecia naquele período na capital paulista. Fez fama com a construção de 70 casas, no chamado Brooklin Novo, que já vinham com carro na garagem. Devido ao sucesso do projeto, o bairro passou a ser chamado pela população de “Cidade Monções”.
A Monções passou por problemas com o Instituto dos Arquitetos do Brasil, pois Jurado não era formado em arquitetura, levando assim a entrar no negócio o arquiteto Fernando César Costa, que passou a assinar os projetos para que a prefeitura os aprovasse, e o engenheiro Luiz Diógenes Zepelini, que fazia os cálculos estruturais e acompanhava o andamento das obras.

## Características arquitetônicas

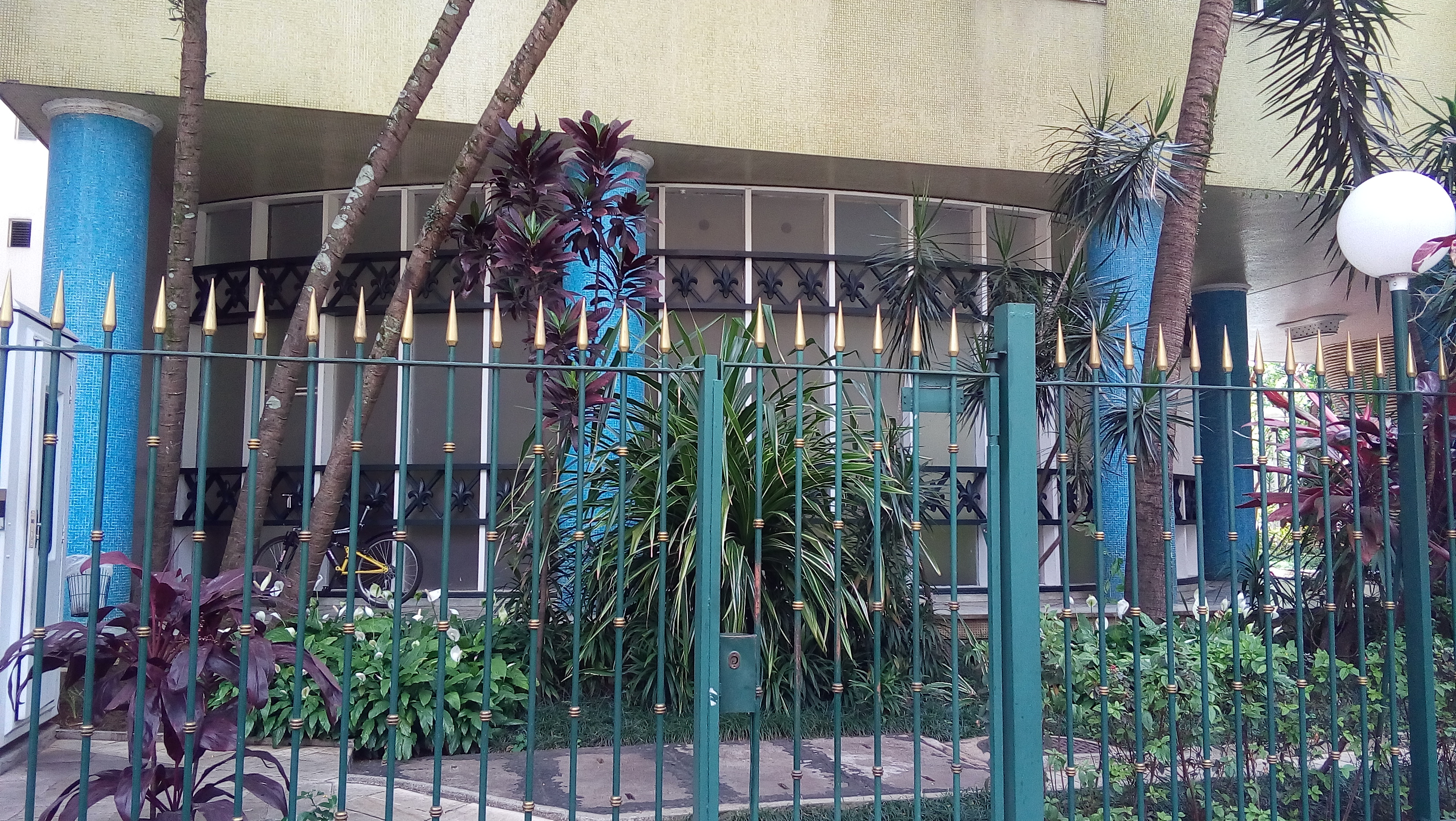
Detalhe da parte externa do saguão do edifício

O Edifício Bretagne possui 18 andares que totalizam 173 apartamentos com 3 metros de pé-direito. Mas a grande marca das obras de João Artacho Jurado é a liberdade de composição com que trabalhou a arquitetura e a decoração de seus prédios. O Bretagne é revestido por fora com pastilhas vidrotil em tons de rosa, azul e amarelo. O salão de festas fica num bloco voltado à Avenida Higienópolis e é sustentado por colunas revestidas de pedras que tem o mesmo formato geométrico das luminárias internas do prédio, ambas desenhadas por Jurado. Foram utilizados vidro nos pavimentos térreos e há a presença e pilotis. O saguão possui painéis de cobogós com função estritamente ornamental e junto aos elevadores as paredes são revestidas por painéis que representam flora e fauna. Para disfarçar o caráter utilitário das colunas presentes no saguão, uma foi revestida de borracha e a outra e destaca com uma decoração marajoara. O playground tinha suas paredes estampadas por painéis de Alice no País das Maravilhas.

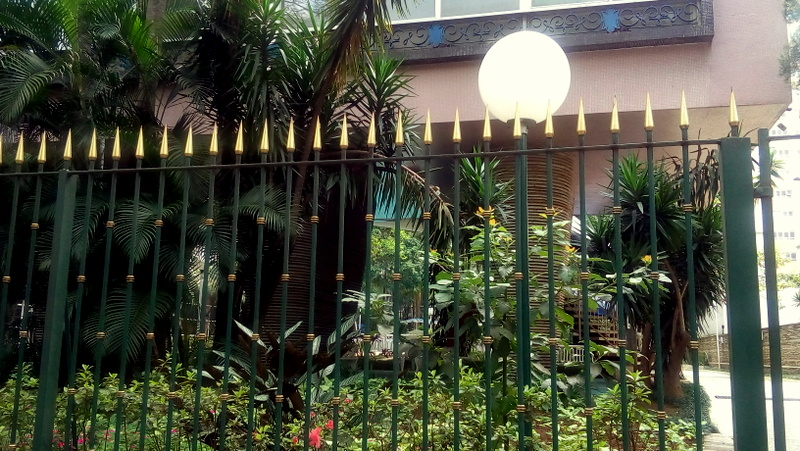
Colunas ornamentadas de sustentação do salão de festas

Um dos destaques do edifício é seu jardim-terraço, que possui uma cobertura parabólica claramente influenciada pelas obras de Oscar Niemeyer. Para “quebrar” com a visão de abismo provocada pela altura do prédio aliada a uma fachada lisa, Jurado optou por colocar floreiras no lugar de varandas. Quanto à utilização do terreno Bretagne também foi uma inovação para a época, já que possui sua planta em L, os outros espaços foram utilizados para colocar áreas comuns como a piscina e o salão de festas, além da grande presença de jardins e árvores.
O Bretagne não foi construído de acordo com a melhor exposição ao sol, como de costume, porque, de acordo com uma pesquisa, compradores preferiram que fosse voltado para os fundos, com o jardim à vista e também para garantir a vista para o centro da cidade.
Muitos elementos arquitetônicos presentes no Bretagne também podem ser encontrados em outras construções de João Artacho Jurado, como no Edifício Piauí, no Condomínio Viadutos e no Edifício Verde Mar.

## Significado histórico e cultural

### Tombamento

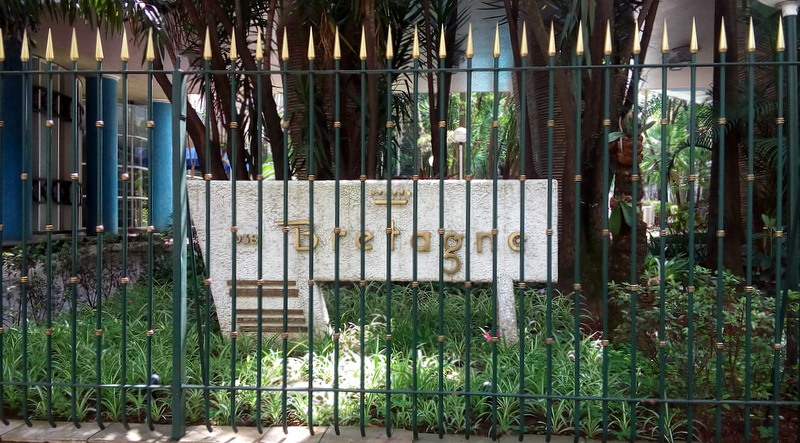
Placa de identificação do prédio

O tombamento do Edifício Bretagne como Patrimônio Histórico Municipal se deu através do Conselho Municipal e Preservação do Patrimônio Histórico, Cultural e Ambiental da Cidade de São Paulo (CONPRESP). Inicialmente, em 1994, o processo visava o tombamento de 24 imóveis do bairro de Higienópolis, porém num momento mais avançado, este mesmo processo foi dividido em diversos processos individuais para cada imóvel.
Na avaliação dos arquitetos Mirthes Ivany Soares Baffi e Eudes de Mello Campos Junior, responsáveis pela vistoria do imóvel para a permissão da continuidade do processo de tombamento, consta a seguinte declaração: “De acordo com os estudos efetuados, optamos pelo tombamento do referido imóvel não só por seu valor arquitetônico intrínseco, amplamente reconhecido pela crítica pós-moderna, mas também por seu valor referencial de grande importância na leitura visual da cidade, reconhecido até mesmo pela crítica conservadora, e pelo fato de constituir-se um marco na história da ocupação do bairro de Higienópolis”.
Assim, após obedecer a todas as etapas do processo de tombamento, o Edifício Bretagne foi tombado em 17 de julho de 1995, no nível de preservação P2, que destaca que a aparência externa do edifício, as áreas comuns, assim como seu mobiliário e decoração devem ser preservados. A votação foi de quatro conselheiros favoráveis ao tombamento a um contrário.

## Galeria

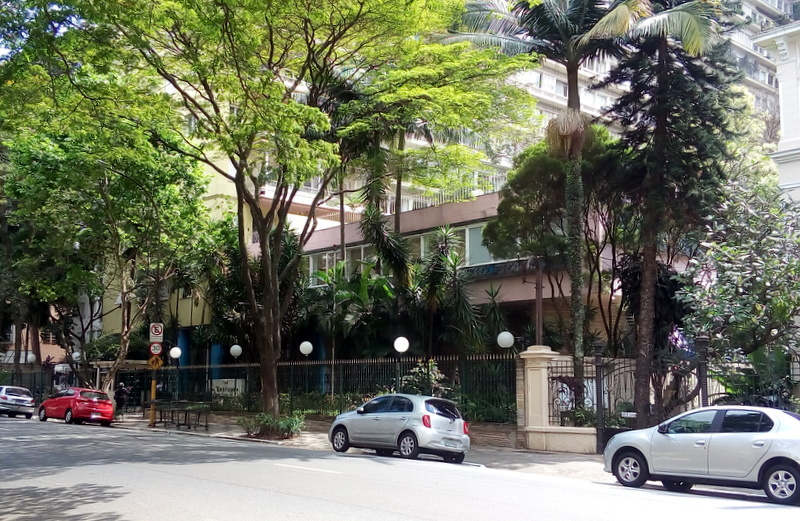
Edifício Bretagne em 2016
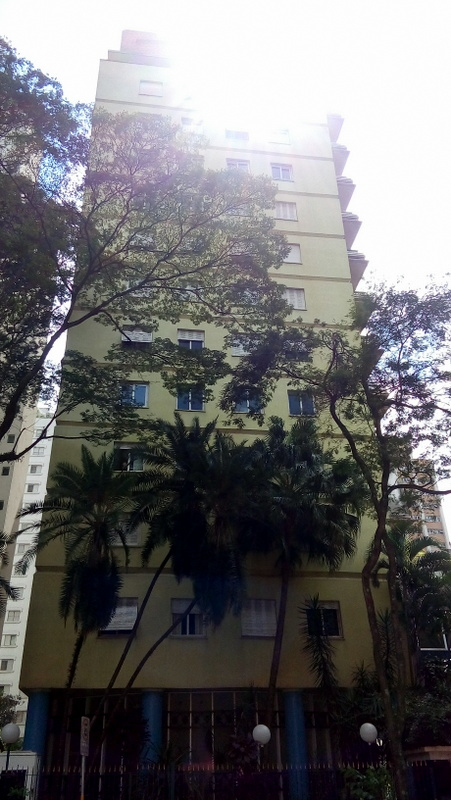
Fachada da torre principal vista da Avenida Higienópolis
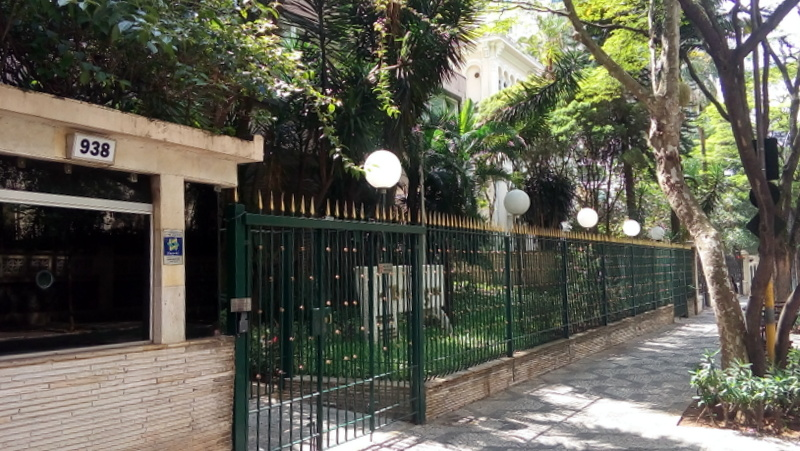
Portaria do edifício
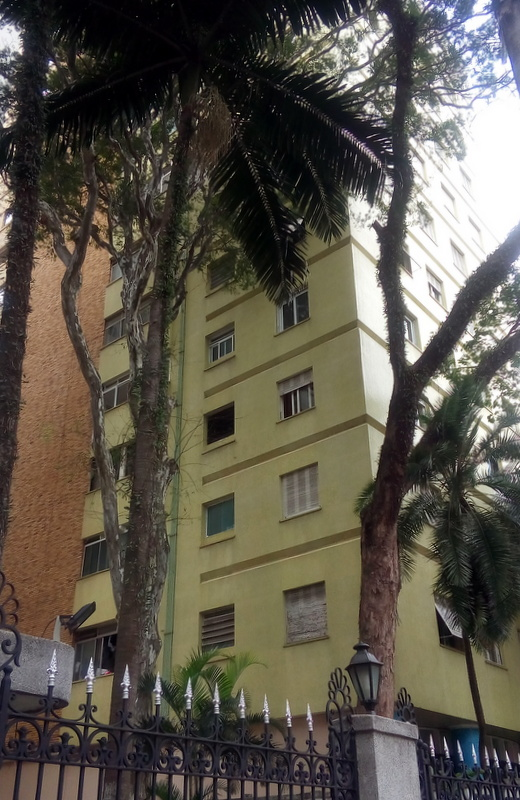
Fachada lateral
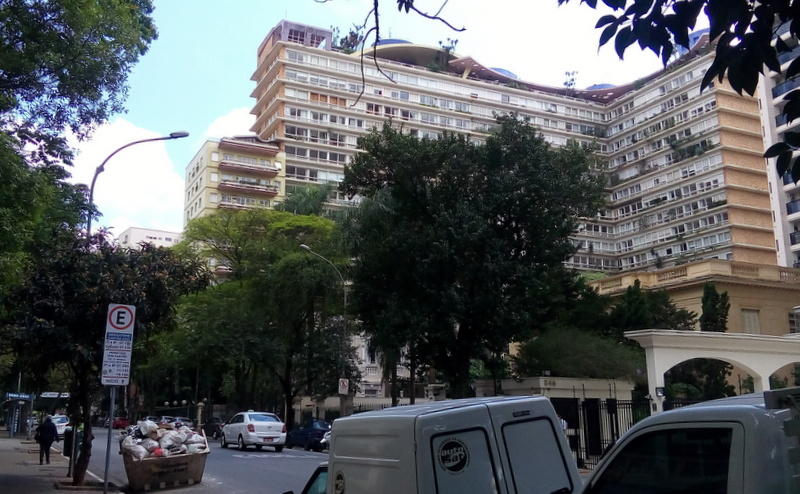
Visão do formato do Bretagne